# Museo degli orrori di Dario Argento
Il museo degli orrori di Dario Argento è sito presso il Profondo Rosso Store, negozio aperto a Roma, nel rione Prati, a via dei Gracchi 260 dal regista horror Dario Argento.

## Descrizione
L'accesso è garantito mediante una scala a chiocciola sita all'interno del negozio Profondo Rosso Store. Il visitatore è accolto da una miriade di suoni e rumori agghiaccianti e da una luce fioca che comunque consente di vedere ai lati dell'unico corridoio delle piccole stanzettine chiuse da cancelli in ferro ai cui interni vi sono chiusi i veri e propri orrori che non sono altro che cimeli di film di Dario Argento, tra cui Dèmoni, Phenomena, La chiesa e La sindrome di Stendhal. I cimeli non sono altro che mostri attorno a cui sono ricostruite le scenografie del film corrispettivo di appartenenza. Tuttavia non mancano oggetti horror di altri film diretti da altri registi, sia italiani che stranieri, tra cui la ricostruzione di Freddy Krueger dalla serie Nightmare e la testa di un rinoceronte dal film E la nave va di Federico Fellini. Al finire della visita c'è l'accompagnatore che non mancherà di fare uno scherzetto horror conducendo l'ignaro visitatore davanti ad uno specchio stregato.